# Хлебный суп
Хле́бный суп — вид блюд европейской кухни, где основой выступают кусочки хлеба или сухари.

## Национальные кухни

### Североевропейская кухня
Хлебный суп присутствует в национальной датской, шведской, эстонской, латышской и финской кухне. Сухари замачивают в кипятке, к ним добавляют сахар (или мёд). Когда основа готова, её подогревают и вносят сваренные в жидком сахарном сиропе дольки фруктов и взбитые, слегка подслащённые сахарной пудрой сливки. Суп подают холодным.
Существует множество видов хлебного супа. Хлебные супы условно можно разделить на фруктовые (в зависимости от конкретных добавленных фруктов), пивной, шоколадный.

### Итальянская кухня
В итальянской кухне можно отметить суп Паппа аль помодоро, у которого, в отличие от североевропейских блюд, основные ингредиенты овощные — томаты в сочетании с чесноком и базиликом.

### Силезская кухня
К хлебным супам можно отнести «водянку» (сил. wodziōnka) — одно из основных блюд силезской кухни. Существует множество её вариантов, но в каждом основой выступают хлеб и кипяток.
«Водянка» готовится из чёрствого хлеба, чеснока и животного жира. Ингредиенты после измельчения заливают кипятком, чаще всего прямо в миску, из которой едят суп, а затем всё это приправляют солью. Популярность «водянки» связана с традицией не выбрасывать, а использовать любой чёрствый хлеб.
В более богатых вариантах супа используются различные добавки: перец, шкварки, а вместо воды используют горячий бульон. «Водянка» часто подаётся с отдельно поданными варёным и жареным картофелем.

### Кухня восточных славян
У восточных славян к хлебным супам относятся: хлебная окрошка, похлёбка и тюря. Для их приготовления используют как ржаной, так и пшеничный хлеб.